# تلویزیون راه فردا
شبکه رادیو و تلویزیون راه فردا یک رسانه خصوصی در افغانستان است که در راستای تأمین و تقویه آزادی بیان مطابق با ماده ۳۴ قانون اساسی این کشور ایجاد گردیده تا از طریق نشر برنامه‌های خبری و معلوماتی در جهت شکوفایی و ترقی کشور و مردم افغانستان گام بردارد.

## اهداف
اساس‌نامه شبکه راه فردا چهار عرصه را برای فعالیت‌های پخش آن مشخص نموده‌است که عبارتند از:
1. بخش سیاسی: ترویج و تقویه ارزشهای ملی و بین‌المللی از اهداف برنامه‌های تهیه شده در این بخش می‌باشد.
2. بخش آموزشی و تربیتی: تهیه برنامه‌های علمی، آموزشی، صحی، ورزشی از وظایف این بخش است.
3. بخش فرهنگی و اجتماعی: که وظیفه آن تهیه و نشر فیلم‌ها و سریالهای با موضوعات هنری، تاریخی و فرهنگی می‌باشد.
4. بخش اقتصادی: که فعالیت‌های بخش سرمایه‌گذاری، بازاریابی و شرکت در رقابت‌های اقتصادی شبکه را تنظیم می‌کند.

## ساحات تحت پوشش
پخش شبکه راه فردا از طریق ماهواره (Tutksat 4A (در تمام نقاط افغانستان، آسیای مرکزی، خاورمیانه و شرق اروپا قابل دریافت است (نقشه ساحات پوشش ماهواره‌ای ضمیمه می‌باشد)
هم چنین پخش تلویزیون راه فردا از طریق ۱۳ آنتن محلی: کابل و ولایات هم‌جوار آن، بیشتر ساحات صفحات شمال کشور، مناطق مرکزی (هزاره جات) و هرات را تحت پوشش خود قرار داده‌است.

## پوشش
این شبکه هم‌اکنون توسط فرستنده‌ای زمینی در کانال ۸ باند VHF در شهر کابل پخش می‌شود، و بر روی ماهواره ترک ست با فرکانس ۱۲۴۴۶ مگاهرتز، سمبل رِیت ۲۴۰۰، قطبیت اُفُقی و FEC ۳/۴ قابل دریافت است.